# Епархия Дарвина
 Епархия Дарвина  (лат. Dioecesis Darvinensis) — епархия Римско-Католической церкви с центром в городе Дарвин, Австралия. Епархия Дарвина входит в митрополию Аделаиды. Кафедральным собором епархии Дарвина является собор Пресвятой Девы Марии.

## История
В 1845 году Святой Престол учредил апостольский викариат Эссингтона, выделив его из архиепархии Сиднея.
27 мая 1847 года апостольский викариат Эссингтона был преобразован в епархию Виктории. В 1885 году территория епархии Виктории была расширена за счёт включения в неё острова Четверга, который принадлежал апостольскому викариату Квинсленда (сегодня — Епархия Кэрнса). 10 мая 1887 года епархия Виктории вошла в митрополию Аделаиды.
10 августа 1888 года епархия Виктории была переименована в епархию Виктории-Палмерстона. 29 марта 1938 года епархия Виктории-Палмерстона была переименована в епархию Дарвина.
14 февраля 1967 года остров Четверга был возвращён епархии Кэрнса.

## Ординарии епархии
- епископ José María Benito Serra y Juliá (9.07.1847 — 7.08.1849);
- епископ Rosendo Salvado (9.08.1849 — 1.08.1888);
- епископ Francis-Xavier Gsell (23.04.1906 — 10.11.1948);
- епископ John Patrick O’Loughlin (13.01.1949 — 14.11.1985);
- епископ Edmund John Patrick Collins (28.04.1986 — 3.07.2007);
- епископ Daniel Eugene Hurley (3.07.2007 — 27.06.2018, в отставке);
- епископ Charles Victor Emmanuel Gauci (27.06.2018 — по настоящее время).

## Источник
- Annuario Pontificio, Libreria Editrice Vaticana, Città del Vaticano, 2003, ISBN 88-209-7422-3